# Skånes-Fagerhult
Skånes Fagerhult (ofta bara Fagerhult) är en tätort i Örkelljunga kommun och kyrkby i Skånes-Fagerhults socken i Skåne, är belägen vid E4. I samhället ligger Skånes-Fagerhults kyrka.

## Ortnamnet
Namnet har skrivits Farholt (1524), men socknen fick sitt namn efter kyrkbyn, d.v.s. den nuvarande tätorten och är sammansatt av adjektivet fager och hult och syftar på ett trädbestånd som givit god avkastning i form av ris och löv.
För att särskilja orten från andra Fagerhult fick poststationen dubbelnamnet Åsbo-Fagerhult 1874. Från den 1 oktober 1923 ändrades postortsnamnet till Skånes Fagerhult, som den 1 juni 1949 även blev församlingsnamn.
För närvarande vacklar bruket något när det gäller användningen av bindestreck. Statistiska centralbyrån använder det, men inte Posten.

## Befolkningsutveckling
| Befolkningsutvecklingen i Skånes-Fagerhult 1960–2020 | Befolkningsutvecklingen i Skånes-Fagerhult 1960–2020 | Befolkningsutvecklingen i Skånes-Fagerhult 1960–2020 | Befolkningsutvecklingen i Skånes-Fagerhult 1960–2020 | Befolkningsutvecklingen i Skånes-Fagerhult 1960–2020 |
| ---------------------------------------------------- | ---------------------------------------------------- | ---------------------------------------------------- | ---------------------------------------------------- | ---------------------------------------------------- |
|                                                      |                                                      |                                                      |                                                      |                                                      |
| År                                                   |                                                      |                                                      | Folkmängd                                            | Areal (ha)                                           |
| 1960                                                 | 1960                                                 |                                                      | 817                                                  |                                                      |
| 1965                                                 | 1965                                                 |                                                      | 829                                                  |                                                      |
| 1970                                                 | 1970                                                 |                                                      | 892                                                  |                                                      |
| 1975                                                 | 1975                                                 |                                                      | 926                                                  |                                                      |
| 1980                                                 | 1980                                                 |                                                      | 960                                                  |                                                      |
| 1990                                                 | 1990                                                 |                                                      | 938                                                  | 156                                                  |
| 1995                                                 | 1995                                                 |                                                      | 944                                                  | 156                                                  |
| 2000                                                 | 2000                                                 |                                                      | 861                                                  | 156                                                  |
| 2005                                                 | 2005                                                 |                                                      | 854                                                  | 157                                                  |
| 2010                                                 | 2010                                                 |                                                      | 856                                                  | 164                                                  |
| 2015                                                 | 2015                                                 |                                                      | 891                                                  | 220                                                  |
| 2020                                                 | 2020                                                 |                                                      | 963                                                  | 230                                                  |
|                                                      |                                                      |                                                      |                                                      |                                                      |

## Näringsliv
Skånes Fagerhult är säte för det börsnoterade verkstadsföretaget Concentric, som även bedriver tillverkning på orten. Concentric flyttade 2013 sin tillverkning av hydraulaggregat från Skånes Fagerhult. 

## Idrott
Skånes Fagerhults IF bildades 1923 och spelar på Junexvallen. Idrottsplatsen invigdes 1943 och var en gåva från konfektionsbolaget Junex. Herrlaget har lagt ner.